# 岡雅史
岡 雅史（おか まさし、1971年10月10日 - ）は、俳優。北海道出身。

## 今までの出演

### テレビ番組
- 日本放送協会
  - のぼせもんやけん「植木等とのぼせもん」（2017年9月2日・9月16日） - 記者 役
  - かぶき者 慶次（2015年4月 - 6月） - 中越一馬 役
  - 花燃ゆ（2015年） - 獄吏 役
  - 軍師官兵衛（2014年） - 神吉頼定 役
  - 吉原裏同心（2014年8月21日） - 浪人 役
  - 陽だまりの樹（2012年4月6日） - 四谷平左衛門 役
  - 塚原卜伝（2011年10月2日） - 山賊 役
  - 新撰組血風録（2011年5月8日） - 湯沢藤次郎 役
  - 大富豪同心（2019年） - 文次 役
  - 青天を衝け （2021年） - 榊原新左衛門 役

- 日本テレビ
  - ムチャブリ! わたしが社長になるなんて 第8話 (2022年3月2日) - ヴェールマート社員 役
  - 受付のジョー 第2話（2022年5月3日、日本テレビ） - 企画部長 役

- TBS
  - パナソニック ドラマシアター「ハンチョウ〜神南署安積班〜4」（2011年4月11日） - 岩淵浩司 役
  - 木曜ドラマ9「ランナウェイ〜愛する君のために」（2011年12月22日） - 刑事 役
  - 月曜ゴールデン「警視庁機動捜査隊216その4」（2014年9月8日） - 鈴木 役
  - 月曜名作劇場「新十津川警部シリーズその2」（2017年4月3日） - 山路信正 役
  - インビジブル 第4話（2022年5月6日）
  - キャスター 第4話（2025年5月4日） - 警察幹部 役[1]

- フジテレビジョン
  - ドラマチック・サンデー「TOKYOエアポート〜東京空港管制保安部〜その3」（2012年10月28日） - パイロット 役
  - イタズラなKiss〜Love in TOKYO「ファーストデートは突然に」（2013年5月24日） - 派手なシャツの男 役
  - 福家警部補の挨拶（2014年1月14日） - 所轄刑事 役
  - 博多ステイハングリーシーズン1（2014年4月9日、テレビ西日本）
  - フラジャイル 病理医岸京一郎の所見（2016年2月3日） - 医師 役
  - 転職の魔王様 第3話（2023年7月31日） - 吉崎 役
  - 問題物件 第9話・第10話（2025年3月12日・19日） - 襟岡真都の父 役[2]

- テレビ朝日
  - 警部補 矢部謙三 第1話（2010年4月9日）
  - 私の嫌いな探偵 その7 完全犯罪に猫は何匹必要か?（2014年2月27日） - 矢島洋一郎 役
  - 木曜ドラマ「ゼロの真実〜監察医・松本真央〜その5 愛人宅で死んだ華麗なる一族!!買収された女監察医」（2014年8月14日） - 葬儀屋 役
  - 土曜ワイド劇場「法医学教室の事件ファイル」（2014年10月） - 由彦 役
  - 日曜エンターテインメント「所轄魂」（2015年9月20日） - 捜査一課刑事 役
  - 土曜ワイド劇場「終着駅の牛尾刑事VS事件記者・冴子その15 生存者」（2016年1月9日） - 綿貫 役
  - 日曜ワイド「ドクター彦次郎3」（2017年8月20日） - 梨田実 役
  - 森村誠一ミステリースペシャル「終着駅シリーズ〜雪の螢」（2020年1月9日） - 警視庁四谷中央警察署・井上学 役
  - 日曜プライム「山村美紗サスペンス狩矢父娘シリーズ20作記念〜京都俳句ツアー殺人事件」（2020年2月23日） - 一条彰 役
  - 七人の秘書 第2話（2020年10月29日） - 照井滋 役

- テレビ東京
  - ゲキカラドウ 第9話（2021年3月4日、テレビ東京）

- BSジャパン
  - 火曜ドラマ 山本周五郎時代劇 武士の魂 大将首（2017年4月4日） - 大横田主膳 役

- WOWOW
  - TOKYO VICE 第4話（2022年4月 - ） - オガサワラ 役

- MBS
  - ビジネス婚 -好きになったら離婚します- 第1話・第3話・第4話（2024年5月24日・6月7日・14日） - 堂ノ瀬司の父 役[3]

### 映画
- イキガミ（2008年9月27日、東宝）
- はやぶさ 遥かなる帰還（2012年2月11日、東映）
- 脳男（2013年2月9日、東宝）
- 少女は異世界で戦った（2014年9月27日、MAMEZO PICTURES）
- るろうに剣心「伝説の最期編」（2014年9月13日、ワーナー・ブラザース映画）
- いしゃ先生（2015年11月7日、制作・配給 株式会社キャンター）
- キッチン（2016年、短編映画）
- 一刃（2017年、短編映画）

### CM
- 旅の魔法～プリンセスになりたくて～（2014年）
- イチネンホールディングス（2015年） - 国会野党議員 役
- NTT西日本（2016年） - 上司 役
- アサヒビール「ドライクリスタル」（2023年）[4]